# Glypta divaricata
Glypta divaricata là một loài tò vò trong họ Ichneumonidae.